# Ät mitt bröd
Ät mitt bröd är en psalm med text skriven 1982 från kommuniteten i Taizé. Musiken är skriven 1982 av Jacques Berthier i kommuniteten i Taizé.

## Publicerad som
- Verbums psalmbokstillägg 2003 som nummer 727 under rubriken "Nattvarden".
- Sång i Guds värld Tillägg till Svensk psalmbok för den evangelisk-lutherska kyrkan i Finland 2015 som nummer 874 under rubriken "Gudstjänstlivet".
- Psalmer och Sånger 1987 som nummer 805 under rubriken "Kyrkan och nådemedlen - Nattvarden".[1]
- Hela familjens psalmbok 2013 som nummer 127 under rubriken "Tillsammans i kyrkan".[2]